# Бромлі (Кентуккі)
Бромлі (англ. Bromley) — місто (англ. city) в США, в окрузі Кентон штату Кентуккі. Населення — 724 особи (2020).

## Географія
Бромлі розташоване за координатами 39°4′40″ пн. ш. 84°33′41″ зх. д. / 39.07778° пн. ш. 84.56139° зх. д. (39.077713, -84.561327).  За даними Бюро перепису населення США в 2010 році місто мало площу 1,13 км², з яких 0,87 км² — суходіл та 0,26 км² — водойми. В 2017 році площа становила 1,31 км², з яких 0,97 км² — суходіл та 0,34 км² — водойми.

## Демографія
Згідно з переписом 2010 року, у місті мешкали 763 особи в 316 домогосподарствах у складі 189 родин. Густота населення становила 676 осіб/км².  Було 354 помешкання (313/км²).
Расовий склад населення:
| - 97,6 % — білих - 0,7 % — чорних або афроамериканців - 0,4 % — азіатів - 0,3 % — корінних американців |

До двох чи більше рас належало 0,9 %. Частка іспаномовних становила 1,0 % від усіх жителів.
За віковим діапазоном населення розподілялося таким чином: 23,3 % — особи молодші 18 років, 65,7 % — особи у віці 18—64 років, 11,0 % — особи у віці 65 років та старші. Медіана віку мешканця становила 36,1 року. На 100 осіб жіночої статі у місті припадало 106,2 чоловіків;  на 100 жінок у віці від 18 років та старших — 106,7 чоловіків також старших 18 років.
Середній дохід на одне домашнє господарство  становив 43 466 доларів США (медіана — 35 000), а середній дохід на одну сім'ю — 53 553 долари (медіана — 50 625). Медіана доходів становила 42 955 доларів для чоловіків та 29 338 доларів для жінок. За межею бідності перебувало 15,3 % осіб, у тому числі 15,3 % дітей у віці до 18 років та 9,5 % осіб у віці 65 років та старших.
Цивільне працевлаштоване населення становило 369 осіб. Основні галузі зайнятості: виробництво — 22,2 %, транспорт — 14,4 %, освіта, охорона здоров'я та соціальна допомога — 14,4 %.